# 崔荣汉
崔荣汉（1922年8月18日—2013年12月17日），男，河北安国人，中华人民共和国政治人物。辽宁省人大常委会原副主任，中国共产党第八次全国代表大会、中国共产党第十二次全国代表大会代表。

## 生平
早年担任中共天津市委企业党委组织部部长、重工业局局长兼党委书记、建筑工程局局长兼党委书记、天津市政府工业办公室主任、中共天津市委地方工业部部长。后升任天津市委候补书记兼副市长。1965年，升任中共旅大市委书记。1970年，兼任中共旅大市委书记，旅大革委会主任、旅大市市长。他是薄一波的部下。当时薄一波将薄熙来交由他培养。1985年，升任辽宁省人大常委会副主任。1985年7月，任辽宁省人大常委会副主任、党组成员。1994年1月离职。
2005年6月，时任商务部部长薄熙来到大连开发区视察，还回忆了这位老领导：“崔书记这个人在建开发区上是个很有眼光的人，是个很有能力的人，开发区就是他定的，然后他把这个地址定下来以后，上北京做了汇报，是在怀仁堂做的汇报，他去汇报的时候，我还没来工作，还在中央书记处研究室，汇报的会我参加了”。
2013年12月17日逝世。